# Gameto no reducido

Especiación por poliploidía: Una célula diploide sufre un fallo en la meiosis, produciendo gametos no reducidos que al fusionarse producirán un cigoto tetraploide.

En Genética, gameto no reducido o gameto 2n es aquella célula reproductiva que contiene el mismo número de cromosomas que el organismo que le dio origen. Por contraste, los gametos usualmente contienen la mitad del número cromosómico que la planta o el animal que los produce, debido a la reducción de la cantidad de cromosomas que se verifica durante la meiosis. El número de cromosomas de la especie se restablece durante la fecundación. Cuando se fusionan gametos no reducidos, en cambio, el número de cromosomas se eleva por encima del número de cromosomas usual de la especie a la que pertenece el/los organismo/s en cuestión, lo que origina un organismo poliploide.
Los gametos no reducidos se forman por fallos en la meiosis, o por sustitución de la meiosis por una mitosis o por duplicación del número de cromosomas después de la meiosis.